# Gilbert Larriaga
Pour les articles homonymes, voir Larriaga.
Gilbert Larriaga est un réalisateur de télévision français né le 12 juin 1926 à Paris et mort le 3 février 2019 à Laval.

## Biographie

### Débuts dans le journaliste
Gilbert Larriaga débute en tant que reporter d’actualité clandestin lors de la Seconde Guerre mondiale mais il toutefois est officiellement engagé comme reporter par la chaîne de télévision allemande Fernsehsender Paris, à laquelle collaborent aussi les acteurs Jacques Dufilho, Howard Vernon ainsi que le célèbre René Simon.
En 1943, il filme la relève quotidienne de la garde allemande sur les Champs-Élysées. Il est arrêté  sur le pont de Dives-sur-Mer, considéré comme espion par les Allemands. En 1944, il sera incarcéré et condamné à mort à Pont-l'Évêque et libéré par l'armée britannique.
Du 18 au 25 août 1944, il travaille pour France Libre Actualités où il filmera la libération de Paris et la descente des Champs-Élysées du général de Gaulle.
À partir de 1947, il travaille pour la firme Gaumont-Actualités avec laquelle il couvrira, en 1948, le conflit israélo-palestinien à Jérusalem.

### Carrière télévisuelle
À partir de janvier 1951, Pierre Sabbagh qui vient de fonder le journal télévisé, fait appel à Gilbert Larriaga.
En 1952, il couvre l’affaire Dominici. Le 2 juin 1953, il filme le couronnement de la reine Élisabeth II.
En 1955, il recueille les images de l’accident dramatique lors des 24 Heures du Mans.
En 1956, il suit la crise du canal de Suez et participe au débarquement franco-britannique de Port-Saïd. En 1958, il couvre le retour du général de Gaulle.
Par la suite, il devient réalisateur à Cinq colonnes à la une de janvier 1959 à 1963. Après l’arrêt de l’émission, Il réalise le nouvel hebdomadaire lancé par Raymond Marcillac, Sept Jours du Monde en 1963. Ce magazine ne fit qu’une brève apparition à l’écran. Toujours en 1963, Larriaga est chargé de la réalisation de l’émission Panorama, après la nomination d’Édouard Sablier à la direction de l’actualité. En 1977, Les Dossiers de l'écran font appel à Gilbert Larriaga. Sa rubrique consiste à expliquer des fait-divers célèbres et des méfaits de la grande Histoire qu’il a vécue et filmée en tant que reporter dans le passé. Il réalisera entre autres les dossiers « Il y a vingt ans, Suez… » (1977), « Qui êtes vous président Nixon ? » (1978), « De Gaulle, au-delà de l’Histoire » (1981, en collaboration avec Pierre Lefranc). Grâce à son expérience du direct acquise au Journal télévisé, il se voit confier la réalisation du Tour de France de 1953 à 1981.
Le 23 août 1966, il réalise le grand direct final du sauvetage, dans le massif des Drus, de deux alpinistes allemands, émission commentée par Maurice Séveno.
Gilbert Larriaga est inhumé au cimetière des Batignolles, à Paris.

## Filmographie

### Participation à la réalisation d'actualité
- Nombreux directs de l'actualité télévisée
- Nombreux directs du Tour de France
- Nombreux directs d'Au coin du feu.

### Participation à la réalisation de magazines
- Cinq colonnes à la une
- Sept jours du monde
- Les Dossiers de l'écran
- Pâques au cap
- Monsieur tout le monde
- La Roue tourne.

## Publications
- 30 ans de reportages à la télévision : les caméras de l'aventure, Paris, édition Plon, 1982.
- Les caméras de l'aventure, Paris, édition Plon, 1989.
- Gilbert Larriaga et Marielle Larriaga, Nous l'avons tant aimée la télévision, Brignais, Traboules, 2008, 214 p. (ISBN 978-2-915681-64-2, OCLC 470578056)

## Décoration
- Officier de l'ordre national du Mérite (1994, décerné par Jacques Chirac, alors maire de Paris).